# Oglinda (film din 1975)
Oglinda - film de Andrei Tarkovski

## Detalii tehnice
- Durata: 106 min.
- Perioada producerii: 1973-1974.
- Anul difuzării: 1974. C
- Color cu secvențe (de actualități) în alb-negru (sepia).
- Scenariul: Aleksandr Mișarin și Andrei Tarkovski.
- Imaginea: Gheorghi Rerberg.
- Director artistic: Nikolai Dvigubski.
- Decorurile: A. Merkulov.
- Muzica: Eduard Artemiev și J.S. Bach (Patimile după Ioan), G.B. Pergolesi, Henry Purcell.
- Asistenți de regie: Larisa Tarkovskaia, V. Harcenko, M. Ciugunova.
- Poezii de Arseni Tarkovski în lectura autorului.
- Montajul: Ludmila Feighinova.
- Cu: Margarita Terehova (mama lui Aleksei, respectiv Natalia, soția lui Aleksei), Filip Iankovski (Ignat la 5 ani), Ignat Danilțev (Aleksei copil, respectiv Ignat la 12 ani), Oleg Iankovski (tatăl), Anatoli Solonițîn (trecătorul), Nikolai Grinko (bărbatul de la tipografie), Maria Vișniakova (mama lui Aleksei), Inokenti Smoktunovski (vocea lui Aleksei, naratorul), E. del Bosque, L. Correcher, A. Gutierres, D. Garcia, T. Palmes, Teresa del Bosque, Tamara del Bosque.
- Producător: Mosfilm.

## Sinopsis
”Prologul filmului este o secvență de documentar științific despre vindecarea prin hipnoză a unui tânăr suferind de logopatie.
Iminența unui prelungit repaus la pat, cauzat de boală, deșteaptă în personajul principal (Aleksei) - prezent în film doar prin voce - revărsarea unui flux de amintiri, centrate în jurul casei, al mamei și al actualei sale familii și rezemat pe câteva momente-pilon: frageda copilărie, pubertatea, momente ale vieții adulte. Amintirile și momentele temporale intră în dialog, sugerând relativitatea prezentului și importanța clipei, a memoriei și a istoriei, ecoul lor în eternitate” (Elena Dulgheru, ”Tarkovski. Filmul ca rugăciune”, Arca Învierii, 2001, pag. 252).

## Lansare
A fost lansat în anul 1975 și a avut parte de succes comercial, fiind vizionat de 2,2 milioane de spectatori în cinematografele din Uniunea Sovietică.

## Teatru
Pe 21 martie 2025, o adaptare după „Oglinda” de Tarkovski și-a sărbătorit premiera la Teatrul German de Stat din Timișoara. După trei ani de pregătire, producătorul Bülent Özdil a adus pe scenă o versiune care tratează în special temele identității Rusiei în raport cu Europa, războiul ruso-ucrainean și amintirile distorsionate. De asemenea, a folosit programe AI pentru a crea amintiri în mintea unei persoane, o reprezentare vizuală care este mai aproape de falsificare decât de trecutul real.